# 东姑安南
拿督斯里东姑安南（1950年12月20日—），马来西亚政治人物、巫统黨員，现任巫统总财政。
2020年12月21日，吉隆坡高庭宣判东姑安南收取商人蔡景康的200万令吉贿赂罪名成立，判处监禁12个月及罚款200万令吉。他也成为继前首相纳吉·阿都拉萨在SRC公司4200万令吉资金挪用案被判罪名成立后，另一名被判罪成的国阵前内阁部长。2021年7月16日，上诉庭三司以二对一的投票结果，推翻高庭裁决，判处东姑安南无罪释放。总检察署也在之后对判决提出上诉申请。
2022年大选，东姑安南在布城国会议席竞选中败给来自土团党的原任教育部高级部长莫哈末拉兹基丁。

## 争议

### 联邦直辖区扩张争议
2017年2月1日，东姑安南在电台接受访问时认为政府可以将槟城州、马六甲州和吉打州浮罗交怡岛的部分地区列入联邦直辖区，并指联邦政府的直接管辖可为上述地区带来更多的拨款及关注，引起各方争议。其中时任槟城首席部长林冠英对东姑安南的建议提出反对，并认为他的言论已经抵触联邦宪法和威胁团结，并报案指控东姑安南煽动。槟城州政府所属联盟希望联盟之后也在槟城和雪兰莪发起“我♥️槟城”运动以示反对东姑安南的建议。而“我♥️槟城”也在之后被应用在许多地方如免费巴士服务、组屋区墙壁以及槟城州政府的其他政策。

### 涉贪调查
2018年12月14日，东姑安南被控于2016年6月14日身为公职人员即联邦直辖区部长期间，涉嫌收取商人捐助补选的200万令吉政治献金，将之汇入与他有利益关系的公司银行户头，涉及受贿。案件在2018年12月14日由地庭移交高庭审理，他于2019年1月23日否认有罪。在案审初期，法庭要他出示拥有多少身家财产时，东姑安南要求只让法官及律师知道，但被法庭以案件必须在公正透明的情况下审讯为由驳回。10月14日，高庭法院宣判东姑安南表罪成立，需出庭自辩。案件从2020年1月17日进入自辩阶段。
2020年3月4日，东姑安南再被控方质问拥有多少身家时，自爆身家拥有近10亿令吉，震惊庭上众人。东姑安南表示在2001年加入内阁前已是一名成功的商人，并曾向首相申报自己拥有9亿3800万令吉的财产，更表示200万令吉对他而言只是零用钱，引起各界哗然。马来西亚反贪污委员会主席拉蒂法以对方沒有申报资产的来源细节为由，宣布会另外展开调查。6月30日，案件完成辩护阶段，预定9月11日进入口头结案陈词阶段。12月7日，总检察署基于控方证人提出案件有新进展为由，要求法庭搁置东姑安南被控收贿100万令吉案件。12月21日，吉隆坡高庭法院对另一项贿赂案件作出宣判，基于辩方无法挑起合理疑点，东姑安南被控向商人蔡景康收贿200万令吉控状的罪名成立，被判坐牢12个月和罚款200万令吉。东姑安南透过代表律师表示会上诉。
2021年7月16日，上诉法院以2比1驳回吉隆坡高等法院的裁决，理由是控方在以关键证人蔡景康的证词为主要依据的同时，却没有考虑和复查蔡景康给予200万令吉政治献金的证词可信度，而高等法院也没有关注此事存有失误，东姑安南因此上诉得直，无罪释放。控方同日表明将寻求总检察长的指示向联邦法院提出上诉。

## 轶事
2020年3月，东姑安南因在受贿案的审讯中，拒绝在法庭公开自己近10亿令吉的资产，被控方盘问时，情绪失控，暴怒抗议，引起了各界热议。有网民对此恶搞将人民公正党主席安华·依布拉欣质问东姑安南资产的贴图，配上东姑安南的字幕说他童年卖炸香蕉存到10亿令吉的贴图。结果东姑安南小时候卖炸香蕉致富的谣言瞬间传遍网络，使他无故爆红，也导致许多不明就理的网民信以为真。